# Condado de Gunnison
El condado de Gunnison (en inglés: Gunnison County), fundado en 1877, es uno de los 64 condados del estado estadounidense de Colorado. En el año 2000 tenía una población de 13 956 habitantes con una densidad poblacional de 2 personas por km². La sede del condado es Gunnison.

## Geografía
Según la Oficina del Censo, el condado tiene un área total de 8443 km² (3259,8 mi²), de la cual 8388 km² (3238,6 mi²) es tierra y 54 km² (20,8 mi²) (0,64%) es agua.

### Condados adyacentes
- Condado de Pitkin - norte
- Condado de Chaffee - este
- Condado de Saguache - sureste
- Condado de Hinsdale - sur
- Condado de Ouray - suroeste
- Condado de Delta - oeste
- Condado de Montrose - oeste
- Condado de Mesa - noroeste

## Demografía
En el 2000 la renta per cápita promedia del condado era de $36 916, y el ingreso promedio para una familia era de $51 950. En 2000 los hombres tenían un ingreso per cápita de $30 885 versus $25 000 para las mujeres. El ingreso per cápita para el condado era de $21 407. Alrededor del 15,00% de la población estaba bajo el umbral de pobreza nacional.

## Ciudades y pueblos
- Almont
- Crested Butte
- Crystal
- Gunnison
- Marble
- Mount Crested Butte
- Ohio City
- Parlin
- Pitkin
- Pittsburg
- Powderhorn
- Sapinero
- Somerset
- Tincup